# José Cochrane de Alencar
José Cochrane de Alencar (Berlim, 19 de novembro de 1898 - Lisboa, 10 de setembro de 1971) foi um diplomata brasileiro.

## Biografia
Filho do diplomata Augusto Cochrane de Alencar e de Adele de Alencar. Seu pai foi subsecretário de Estado para as Relações Exteriores durante o governo de Delfim Moreira (1918-1919). Neto do escritor José de Alencar e sobrinho de Mário Cochrane de Alencar, membro da Academia Brasileira de Letras.
Depois de concluir seus estudos de direito na Universidade de Londres, ingressou por concurso na carreira diplomática em julho de 1923, sendo designado segundo-secretário da legação brasileira em Oslo, onde chegou em março do ano seguinte. Entre janeiro e outubro de 1927 desempenhou a função de encarregado de negócios nessa capital, nela permanecendo até julho de 1928, ano em que foi nomeado para acompanhar o presidente norte-americano Herbert Hoover em sua visita ao Brasil.
Entre junho de 1929 e abril de 1930 serviu em Praga, sendo designado em maio seguinte para integrar a comitiva que acompanhou o presidente eleito Júlio Prestes em visita oficial de cortesia a países da América e da Europa. Depois da Revolução de 1930, retornou a Praga, onde permaneceu de dezembro de 1930 a agosto de 1931. A partir dessa data, serviu em Ancara até abril de 1933, quando casou com Gertrudes Schreitter von Schwarzenfeld de Alencar e foi transferido para Bogotá, onde chegou em maio de 1933. Nesse posto, desempenhou as funções de encarregado de negócios entre dezembro de 1935 e setembro de 1936, sendo enviado no mês seguinte a Viena e em abril de 1937 a Londres.
Foi promovido por antiguidade ao posto de primeiro-secretário em fevereiro de 1938 e, ainda na capital inglesa, tornou-se representante do Brasil na Conferência Internacional de Carnes e no Conselho Internacional do Açúcar de 1939 a 1943. Participou também, na condição de observador, da Conferência Econômica Interaliada, realizada em Londres em 1941. De 1942 a 1944, período em que as tropas alemãs ocuparam grande parte do território europeu, José Cochrane de Alencar exerceu a função de primeiro-secretário junto aos governos da Bélgica, Holanda, Iugoslávia, Noruega, Polônia e Tchecoslováquia, exilados em Londres. Em março de 1943, quando o Brasil já declarara guerra ao nazi-fascismo, foi enviado como observador à Comissão Interaliada das Necessidades do Após-Guerra, e no ano seguinte tornou-se delegado interino do Brasil no conselho europeu da United Nations Relief and Rehabilitation Administration (UNRRA — Administração das Nações Unidas para Socorro e Reconstrução).
José Cochrane de Alencar retornou ao Brasil em outubro de 1944, sendo nomeado assessor técnico da delegação brasileira à Conferência Interamericana sobre Problemas da Guerra e da Paz, realizada no México em fevereiro de 1945. No mês seguinte, assumiu a chefia da seção de política econômica da Divisão Econômica e Comercial do Ministério das Relações Exteriores, viajando em abril para São Francisco, nos Estados Unidos, como assessor da delegação brasileira à Conferência Internacional das Nações Unidas.
Foi promovido a ministro de segunda classe, por merecimento, em 10 de dezembro de 1945. Em julho do ano seguinte, assumiu a função de cônsul-geral do Brasil em São Francisco, EUA, tendo participado, em maio de 1948, da XXXI Conferência Internacional do Trabalho realizada nessa cidade. Serviu nos Estados Unidos até setembro desse ano. Nomeado ministro plenipotenciário em Nova Délhi em novembro seguinte, permaneceu durante um ano nessa capital, exercendo durante a maior parte do tempo as funções de encarregado de negócios. Entre dezembro de 1949 e março de 1954 integrou a representação brasileira em Canberra, na Austrália.
Serviu em Estocolmo de outubro de 1954 a fevereiro de 1956, inicialmente na condição de enviado extraordinário e ministro plenipotenciário, e, a partir de outubro de 1955, como ministro de primeira classe. Exerceu em seguida a chefia das embaixadas brasileiras no Paquistão, de março a setembro de 1956, e na Índia, entre outubro desse ano e setembro de 1961, função que acumulou com a de ministro plenipotenciário junto ao governo do Afeganistão a partir de julho de 1958. Durante sua permanência na Índia, desquitou-se de Gertrudes de Alencar.
Logo após deixar Nova Délhi, assumiu a embaixada brasileira em Londres. Em janeiro de 1962, representou o Brasil na XVIII Reunião do Conselho Internacional do Açúcar, realizada nessa cidade, onde permaneceu até aposentar-se em novembro de 1963. Radicou-se então em Portugal.